# Ciudad Mante
Ciudad Mante est une ville de l’État de Tamaulipas, au Nord-Est du Mexique, dépendant de la région de Mante, qui est une des 6 subdivisions administratives de cet État. Elle est le chef-lieu de la municipalité de homonyme d'El Mante. Située à l'intérieur des terres, dans la partie sud de cet État, elle appartient au bassin versant du fleuve Río Pánuco.

## Géographie
La ville est établie sur la petite rivière Río Mante, elle-même affluente de la rivière Guayalejo, tributaire de rive gauche du Río Pánuco. Elle fait face à l'ouest à la chaîne de montagnes de la Sierra de Cucharas. En 2020, la ville était peuplée de 81 884 habitants.

## Histoire
La municipalité d'El Mante a d'abord dépendu de la ville de Villa de San Juan Bautista de Horcasitas (aujourd'hui Magiscatzin, dans la municipalité de González). À partir de 1860, cette municipalité devient autonome, et son chef-lieu est établi dans la ville de Quintero, au pied du massif montagneux de la Sierra de Cucharas. En 1921, ce chef-lieu est déplacé à Villa de Juárez, ainsi nommée en l'honneur du président mexicain Benito Juárez. Cette dernière est élevée au rang de ville (ciudad) en 1937, et prend alors le nom de Ciudad Mante, nom vraisemblablement d'origine huastèque, peuple qui vivait dans le sud de l'État de Tamaulipas avant la conquête espagnole.

## Éducation
La ville possède un campus universitaire dépendant de l'Universidad Autónoma de Tamaulipas (es).